# Otto Sierau
Otto Sierau (* 8. November 1898 in Teutschenthal; † unbekannt) war ein deutscher Bergmann und Volkskammerabgeordneter für den Freien Deutschen Gewerkschaftsbund (FDGB).

## Leben
Sierau war der Sohn eines Bergarbeiters und nach dem Besuch der Volksschule als Laufbursche und dann als Bergmann im Kaliwerk Krügershall tätig. Ab 1926 arbeitete er beim Braunkohlentiefbau Oberröblingen, dem späteren Volkseigenen Betrieb "Gustav Sobottka" in Teutschenthal-Mitte, wo er zuletzt Fahrhäuer wurde.

## Politik
1924 wurde Sierau Mitglied des Bergarbeiterverbandes und nach dem Zweiten Weltkrieg Mitglied des in der Sowjetischen Besatzungszone gegründeten FDGB. Es erfolgte 1950 seine Wahl zum 2. Vorsitzenden der Arbeitsgruppengewerkschaftsleitung. 
In der Wahlperiode von 1954 bis 1958 war er Mitglied der FDGB-Fraktion der Volkskammer der DDR.

## Auszeichnungen
- 1949 Aktivist der sozialistischen Arbeit
- 1954 Meisterhäuer